# Devizes (circonscription du Parlement britannique)
Pour la ville, voir Devizes.
Circonscription parlementaire de la Chambre des communes
La circonscription de Devizes  est une circonscription anglaise située dans le Wiltshire et représentée à la Chambre des communes du Parlement britannique.

## Géographie
La circonscription comprend :
- les villes de Devizes et Marlborough.

## Députés
Les Members of Parliament (MPs) de la circonscription sont :
La circonscription apparut en 1386 et fut représentée par Nicholas Throckmorton (1545-1547), John Methuen (1690-1698 et 1701-1706), Henry Addington (1784-1788) et Philip Charles Durham (1834-1836).
Depuis 1868
| Législature | Années       | Député             | Député           | Parti        |
| ----------- | ------------ | ------------------ | ---------------- | ------------ |
| Devizes     |              |                    |                  |              |
| 20e         | 1868–1874    |                    | Thomas Bateson   | Conservateur |
| 21e         | 1874–1880    |                    | Thomas Bateson   | Conservateur |
| 22e         | 1880–1885    |                    | Thomas Bateson   | Conservateur |
| 23e         | 1885–1886    | Walter Long        |                  | Conservateur |
| 24e         | 1886–1887    | Walter Long        |                  | Conservateur |
| 25e         | 1892–1895    |                    | Charles Hobhouse | Libéral      |
| 26e         | 1895–1900    |                    | Edward Goulding  | Conservateur |
| 27e         | 1900–1906    |                    | Edward Goulding  | Conservateur |
| 28e         | 1906–1910    |                    | Francis Rogers   | Libéral      |
| 29e         | 1910–1910    |                    | Basil Peto       | Conservateur |
| 30e         | 1910–1918    |                    | Basil Peto       | Conservateur |
| 31e         | 1918–1922    | Cory Bell          |                  | Conservateur |
| 32e         | 1922–1923    | Cory Bell          |                  | Conservateur |
| 33e         | 1923–1924    |                    | Eric Macfadyen   | Libéral      |
| 34e         | 1924–1929    |                    | Percy Hurd       | Conservateur |
| 35e         | 1929–1931    |                    | Percy Hurd       | Conservateur |
| 36e         | 1931–1935    |                    | Percy Hurd       | Conservateur |
| 37e         | 1935–1945    |                    | Percy Hurd       | Conservateur |
| 38e         | 1945–1950    | Christopher Hollis |                  | Conservateur |
| 39e         | 1950–1951    | Christopher Hollis |                  | Conservateur |
| 40e         | 1951–1955    | Christopher Hollis |                  | Conservateur |
| 41e         | 1955–1959    | Percivall Pott     |                  | Conservateur |
| 42e         | 1959–1964    | Percivall Pott     |                  | Conservateur |
| 43e         | 1964–1966    | Charles Morrison   |                  | Conservateur |
| 44e         | 1966–1970    | Charles Morrison   |                  | Conservateur |
| 45e         | 1970–1974    | Charles Morrison   |                  | Conservateur |
| 46e         | 1974–1974    | Charles Morrison   |                  | Conservateur |
| 47e         | 1974–1979    | Charles Morrison   |                  | Conservateur |
| 48e         | 1979–1983    | Charles Morrison   |                  | Conservateur |
| 49e         | 1983–1987    | Charles Morrison   |                  | Conservateur |
| 50e         | 1987–1992    | Charles Morrison   |                  | Conservateur |
| 51e         | 1992–1997    | Michael Ancram     |                  | Conservateur |
| 52e         | 1997–2001    | Michael Ancram     |                  | Conservateur |
| 53e         | 2001–2005    | Michael Ancram     |                  | Conservateur |
| 54e         | 2005–2010    | Michael Ancram     |                  | Conservateur |
| 55e         | 2010–2015    | Claire Perry       |                  | Conservateur |
| 56e         | 2015–2017    | Claire Perry       |                  | Conservateur |
| 57e         | 2017–2019    | Claire Perry       |                  | Conservateur |
| 58e         | 2019–Présent | Danny Kruger       |                  | Conservateur |